# تپه گورستان حسن خان بولاغی
تپه قبرستان حسن خان بولاغی مربوط به سده‌های اولیه دوران‌های تاریخی پس از اسلام است و در شهرستان خدابنده، روستای آقبلاغ سفلی واقع شده و این اثر در تاریخ ۱۷ اسفند ۱۳۸۱ با شمارهٔ ثبت ۷۷۳۵ به‌عنوان یکی از آثار ملی ایران به ثبت رسیده است.